# 荣成市鑫发水产食品有限公司
荣成市鑫发水产食品有限公司创办于1996年，是山东鑫发渔业集团的母公司。
2011年，其管辖的船只发生震惊全国的重大案件太平洋大逃杀案。